# Michael Howard (Microsoft)
Pour les articles homonymes, voir Michael Howard et Howard.
Michael Howard est le responsable de la sécurité chez Microsoft. Après avoir travaillé avec l'entreprise pendant un certain temps en tant que consultant, Microsoft l'a embauché en 2002.
L'entreprise a alors estimé que les nombreuses failles de sécurité de ses produits (qu'elle attribue en grande partie à la mauvaise utilisation de ses logiciels) nuisait grandement en termes d'image de marque, mais aussi de coût (le développement de patch de sécurité atteignant parfois plusieurs dizaines de milliers de dollars). L'entreprise a alors confié à Michael Howard le soin de définir des nouvelles stratégies de sécurité ainsi que la redéfinition du mode de développement des logiciels.
Les premières décisions prises furent l'envoi de tous les développeurs en formation pendant 3 mois, l'interdiction des instructions non sécurisées telles que strcpy() et leur élimination des codes source, la création de compilateurs analysant la sécurité du code, mettre les configurations par défaut aux niveaux de sécurité maximaux pour les produits, etc.
Michael Howard a rédigé un ouvrage, Writing Secure Code. Ce livre est une lecture obligatoire de tous les employés de Microsoft.